# Разбуди меня
«Разбуди ме́ня» — российский драматический фильм режиссёра Гийома Проценко. Вышел в широкий прокат в России 30 марта 2017 года.

## Сюжет
Женя работает в службе пограничного контроля столичного аэропорта. Больше года назад при странных обстоятельствах исчез её возлюбленный Андрей. Женя буквально помешалась на собственном прошлом в то время, как ей снится будущее. Сны о коллегах и коррупционных схемах наркотрафика становятся реальностью. Постепенно Женя становится частью окружающего её криминального мира, и сама того не осознавая, играет в нём не последнюю роль. Ей кажется, что, находясь между сном и реальностью, она может изменить будущее. Женя думает, что может обмануть судьбу и спасти свою новую любовь от трагедии, но так ли это на самом деле?

## В ролях
- Ирина Вербицкая — Женя
- Кирилл Пирогов — Стас
- Даниил Воробьёв — Андрей
- Константин Лавроненко — Алек
- Евгений Гришковец — Голова
- Илья Древнов — Сергей
- Елена Морозова — психолог
- Александра Ребенок — Даш
- Валерий Гришко — шеф
- Жаныл Асанбекова — курьер
- Екатерина Волкова — хозяйка магазина
- Александр Лымарев — Дима
- Тимофей Раков — Женек

## Съёмочная группа
- Режиссёр-постановщик: Гийом Проценко
- Продюсеры: Андрей Епифанов и Таня Петрик
- Авторы сценария: Андрей Стемпковский, Вячеслав Дурненков
- Оператор-постановщик: Джон Крейн
- Композитор: Джорджо Джампа
- Композитор, дополнительная музыка: Игорь Вдовин
- Художник-постановщик: Лёша Лобанов
- Художник по костюмам: Валерия Рыскина
- Художник по гриму: Мария Новикова
- Художник по реквизиту: Вячеслав Харитонов
- Режиссёр монтажа: Ольга Гриншпун
- Монтаж: Сергей Петров, Бернадетт Туза-Риттер, H.S.E.
- Музыкальный редактор: Джованни Гуарди
- Звукорежиссёр на площадке: Евгений Горяинов
- Звукорежиссёры постпродакшн: Евгений Горяинов, Никита Ганькин
- Звукорежиссёры перезаписи: Никита Ганькин, Кирилл Бодров
- Звукорежиссёр озвучивания: Илья Чичерин
- Вторые режиссёры: Владимир Петев, Оксана Терентьева
- Второй режиссёр по планированию: Сергей Петров
- Подбор актёров: Ирина Поволоцкая
- Постановка трюков: Олег Дурыгин
- Оператор стедикама: Дмитрий Бутенко
- Фотограф на площадке: Илья Долгопольский
- Оператор спецсъёмок: Андрей Донцов
- Директор: Юлия Моисеева

## Награды
- 2016 — Кинофестиваль «Сталкер» — Специальный приз имени Анатолия Приставкина[1].
- 2016 — Кинофестиваль «Кинотавр» — Специальный диплом имени М. Таривердиева «За музыкальное решение фильма» (Игорь Вдовин, Джорджо Джампа)[2].
- 2017 — Marbella International Russian Film Festival (MIRFF).